# Vrh pri Višnji Gori
Vrh pri Višnji Gori je naselje v Občini Ivančna Gorica. V zgodovinskih virih se za ime naselja uporablja tudi nemško poimenovanje Greifenberg bei Weichselberg.